# Habenaria graciliscapa
Habenaria graciliscapa är en orkidéart som beskrevs av João Barbosa Rodrigues. Habenaria graciliscapa ingår i släktet Habenaria och familjen orkidéer. Inga underarter finns listade i Catalogue of Life.